# 絵仁
絵仁（えに、8月21日 - ）は、日本のシンガーソングライター。身長151cm。血液型はA型。以前の所属事務所はPEANUTS PROMOTION、現在はフリーで活動中。

## 人物
幼稚園の時に母親に志願し、子役として芸能活動を開始。NHKの劇団に所属して、幾つものドラマに出演している。
幼少期から子役として活動していたが、2009年より「Pop＆Rock☆」をテーマに本格的に音楽活動を開始する。その一方で、バックダンサー、番組パーソナリティー、タレント等、マルチに活動を展開している。
ジャズダンスやタップダンス、ヒップホップダンスなどのダンス歴も長く、バックダンサーとしてNHK紅白歌合戦への出演経験もある。
「えにたん」の愛称があり、それにちなんでファンの呼称は「えにたんず」としている。

## 来歴
2009年12月、1stアルバム「Baby blue」リリース。
2010年11月、1stシングル「影絵」リリース。
2011年3月、東日本大震災チャリティーCDとして、「Lapis ～acoustic version～」を限定リリース。

同年8月、2ndアルバム「Glad blue」をリリース。
2012年3月、新宿Wild Side Tokyoにて初のスリーマンライブを開催。

同日、初の全国流通盤となる2ndシングル「Key」をリリース。
同年9月、舞台作品 「ロックンロール・エアポート」に出演。
同年11月、新宿HEAD POWERにて初のワンマンライブを開催。同ライブにて動員100人を達成。
2013年2月からはソロだけでなく、Sweet★Puppyというバンドを結成。同バンドのヴォーカルとしての活動も開始。

同年3月、Sweet★PuppyとLoveJamCatsでツーマンライブを開催。（Sweet★Puppyは現在は活動停止）
同年8月、六本木morph tokyoにて2度目のワンマンライブを開催。
2014年3月より、Torte&Chocolatというバンドを新たに結成。同年4月、初台DOORSにてTorte&Chocolatの初LIVEを敢行。

以降、同バンドのヴォーカルとソロ活動を並行して活動。
同年10月、Torte&Chocolatの1stシングル「Picture」リリース。
2015年、アコースティックプロジェクトユニット、A Little Mommy Dollhouseを始動。
同年1月、初台DOORSにて、Torte&Chocolatとしては初となるワンマンライブを開催。

同年7月、Torte&Chocolat初の両A面となる2ndシングル「mirror / パズル」をリリース。

※オリコン週間チャートにて193位を獲得。
2016年4月、Torte&Chocolat無期限活動休止。それに伴い、ソロ活動に専任する事となる。
同年5月、表参道GROUNDにて、ソロとして3度目となるワンマンライブを開催。

また、ドランクドラゴンが番組MCを務めるTOKYO MXのバラエティー番組「GODENGINE TV」にゲスト出演している。

上述のGODENGINE TVの関連番組で、タイムマシーン3号が番組MCを務める生配信番組「GODENGINE Jr.」にもゲストとして出演している。
カラオケパセラ「月刊新譜UTABON＋」2016年8月号にインタビュー掲載。
2018年2月、ミニアルバム「Restart」リリース。

同年5月、初台DOORSにて4度目のワンマンライブを開催。
同年9月、ライブ配信アプリ「LINE LIVE」による「ヴィレッジヴァンガード渋谷本店 広告モデルオーディション」にて1位を獲得。
2019年1月、3rdシングル「Snow drop」リリース。
同年4月、初台DOORSにて5度目のワンマンライブを開催。

同年11月、過去音源集となるアルバム「eni pickup collection vol.1」をリリース。
2020年1月、ライブ配信アプリ「LINE LIVE」が開催の「オリジナル楽曲＆PV制作権獲得イベント」にて、女性部門グランプリ獲得。

それに伴い、AKB48や乃木坂46、BABYMETAL等の楽曲を手がける小内喜文によるプロデュース楽曲「人生の最後に思い出すであろう君へ」の配信リリースと同作のMUSIC VIDEO公開を開始。
同年5月、代官山LOOPにてワンマン公演を開催予定だったが、コロナ禍の影響により無観客配信でのミニライブに変更。
同年10月、ユニセックスファッションブランド「Hau」のモデルを担当。

同年11月、4thシングル「イチゴサイダー（毒）」リリース。レコ発を兼ねたワンマン公演を代官山LOOPにて、入場人数の制限を設けた上で開催。
2021年3月、配信シングル「uninstall」リリース。
同年4月、配信シングル「ウイルスキャンディ」リリース。
同年8月、配信シングル「Smoke」リリース。
2022年2月から7ヶ月連続主催ライブを開催。同年8月、初台DOORSにてレコ発バースデイとなるワンマン公演を開催。
2023年6月、表参道GROUNDにてワンマン公演を開催。
2023年7月、ラフォーレ原宿内のアパレルショップ「PSYNYXX」にて、一日店長を務める。

## ディスコグラフィ

### シングル
|     | 発売日         | タイトル                   | 収録曲 |
| --- | -------------- | -------------------------- | --- |
| 1st | 2010年11月14日 | 影絵                       | 1. 影絵 - 作詞/作曲：絵仁 編曲：ジェシくん 2. Lapis - 作詞/作曲：絵仁 編曲：Kami-Rei・chi4 3. 影絵 (Instrumental) |
| ※   | 2011年3月14日  | Lapis ～acoustic version～ | 1. Lapis ～acoustic version～ - 作詞/作曲：絵仁 - 東北地震チャリティーCD                                          |
| 2nd | 2012年3月18日  | Key                        | 1. Key - 作詞/作曲：絵仁 2. Mary Doll - 作詞/作曲：絵仁 3. Key (Instrumental) 4. Mary Doll (Instrumental)         |

### アルバム
|     | 発売日         | タイトル  | 収録曲 |
| --- | -------------- | --------- | --- |
| 1st | 2009年12月13日 | Baby blue | 1. game - 作詞/作曲：絵仁 編曲：JESSE 2. ショウタイム - 作詞/作曲：絵仁 編曲：eni 3. ネイルアート - 作詞/作曲：絵仁 編曲：惣一朗 4. しろ - 作詞/作曲：絵仁 編曲：YOU&eni 5. 首輪 - 作詞/作曲：絵仁 編曲：JESSE 6. そら。 - 作詞/作曲：絵仁 編曲：じゅんいち☆ |
| 2nd | 2011年8月14日  | Glad blue | 1. Passion★Jump -オルゴールver.- - 作曲：絵仁 編曲：れぃにゃん 2. Crazy - 作詞/作曲：絵仁 編曲：れぃにゃん 3. Passion★Jump - 作詞/作曲：絵仁 編曲：ルーニー先輩&れぃにゃん 4. 人魚姫 - 作詞/作曲：絵仁 編曲：じぇしーくん 5. ソラネコ - 作詞/作曲：絵仁 編曲：れぃにゃん&Eni 6. admit - 作詞/作曲：絵仁 編曲：れぃにゃん 7. パパの - 作詞/作曲：絵仁 編曲：Masaaki Ishihara 8. Lapis -Glad blue ver.- - 作詞/作曲：絵仁 編曲：れぃにゃん&chi4 |

## 経歴

### 主催LIVE
- 2009年8月 新宿RUIDO K4「アクアパーティー」
- 2011年1月 原宿クロコダイル「Barbie」
- 2011年6月 原宿クロコダイル「Black Barbie」
- 2011年8月 原宿クロコダイル「Glad！！」
- 2011年12月 原宿クロコダイル「White Barbie」[6]
- 2011年12月 水道橋 東京倶楽部「クリスマスSpecial」
- 2012年3月 新宿Wild Side Tokyo スリーマン『Triple Barbie』
- 2012年4月 原宿クロコダイル「Red Barbie」
- 2012年8月 原宿クロコダイル「Sprite Barbie」
- 2012年11月 新宿HEAD POWER 初ワンマン『Rose Barbie』
- 2013年2月 原宿クロコダイル「Pearl Barbie」
- 2013年3月 新宿RUIDO K4 ツーマン『Strawberry Barbie』
- 2013年5月 原宿クロコダイル「Flash Brbie」
- 2013年8月 六本木morph tokyo 2ndワンマン「Whip Barbie」
- 2013年10月 原宿クロコダイル「Halloween Barbie」
- 2013年12月 渋谷PLUG「Xmas Barbie」
- 2014年3月 初台DOORS「snow Barbie」
- 2014年8月 初台DOORS「Angelic Barbie」
- 2014年10月 原宿クロコダイル「Halloween Barbie vol.2」

### TV
- 1998年12月 NHK紅白歌合戦 TOKIOバックダンサー
- 2006年6月～8月 GAL社長Sifow バックダンサーとしてイベント、TV等に出演
- 2007年12月 NHK紅白歌合戦 mihimaru GTバックダンサー
- 2008年1月 フジテレビ「歌って笑って大騒ぎ！お笑い芸人家族対抗マジ歌合戦」バックダンサー
- 2008年8月 日本テレビ「ハッピーミックス」出演　優木まおみと対談
- TBS「CDTV SPECIAL!!」～年越しプレミアムライブ2008→2009～　中川翔子バックダンサー
- 2009年12月 ちばテレビ「出番ですよ」
- 2012年11月 スカパー!CS音楽専門チャンネルMusic Japan TV『Shohjo隊あいどる☆一番星』

### ラジオ
- サタデーナイトファンタジー ～神崎なおのあなたをモジャっモジャにしてやんよ！（2018年9月22日、市川うららFM）

### 子役
- さわやか3組 - クラスメイト 役
- 虹色定期便(2000年度) - 宮本桃 役

### Web TV
- 2010年11月 あっ!とおどろく放送局『松島瑠美のMONDAY NIGHT 20！』ゲスト出演
- 2011年4月～6月 「たじろぎ☆LIP」レギュラー出演
- 2011年12月～2012年12月 Akiba.TV「えにのえになるてれび」メインMC
- 2012年5月 スティッカムTV「AiveのDarlin'×3」ゲスト出演
- 2012年11月 WALLOP放送局「Y-styleニュースキャスター小泉麻耶」ゲスト出演

### Vシネマ
- 2010年2月公開 Vシネマ「真・ひきこさん」メイキングレポーター
- 2010年8月公開 Vシネマ「エスクスリベンジャーズひきこさん ミ･ナ･ゴ･ロ･シ」石井芳子 役

### 舞台
- ロックンロール・エアポート（2012年9月21日 - 23日、シアターサンモール） - ミチル 役

### 掲載誌
- 2009年11月号 コスミック出版「iPhone120％活用術」裏表紙、中ページ掲載
- 2010年8月号 徳間書店「HYPER HOBBY」 P94、P95掲載
- 2011年10月号 株式会社ミーティア「ネイルMAX」 P38、P119、P147掲載
- 2012年8月号 白夜書房「月刊Audition」P44インタビュー記事掲載
- 2012年11月 音楽誌「Tokyo Departure House vol.9」P9、P24掲載